# بيندليتون وارد
وارد تايلور بندلتون جونستون (من مواليد 8 يوليو 1982)، والمعروف باسم بندلتون وارد، هو رسام رسوم متحركة وكاتب سيناريو ومنتج وممثل صوتي أمريكي عمل في استديوهات كرتون نتورك واستديوهات فريديراتور. قام وارد بتأليف وإنشاء سلسلة الرسوم المتحركة «وقت المغامرة» الحائزة على جائزة إيمي (2010) وسلسلة الإنترنت «أشجع المحاربين» (2012). وارد هو خريج برنامج التحريك في معهد كاليفورنيا للفنون. ترعرع في تكساس وحالياً يقيم في لوس أنجلوس.

## روابط خارجية
- الموقع الرسمي
- بيندليتون وارد على موقع IMDb (الإنجليزية)
- بيندليتون وارد على موقع ميوزك برينز (الإنجليزية)
- بيندليتون وارد على موقع ديسكوغز (الإنجليزية)
- بيندليتون وارد على موقع قاعدة بيانات الفيلم (الإنجليزية)
- بيندليتون وارد على موقع كينوبويسك (الروسية)
- بيندليتون وارد على تمبلر
- موقع آرت أوف ذا تايتل مقابلة مع وارد حول شارة البداية، بطاقات عناوين وتطور وقت المغامرة